# Regin Prenter
 Der er for få eller ingen kildehenvisninger i denne artikel, hvilket er et problem. Du kan hjælpe ved at angive troværdige kilder til de påstande, som fremføres i artiklen.

Regin Prenter f. Pedersen (født 6. november 1907 i Frederikssund, død 15. december 1990) var en dansk teolog og præst. Han blev cand.theol i 1931 og studerede i Bonn. I 1935 blev han sognepræst i Hvilsager-Lime Pastorat på Djursland og residerende kapellan ved Århus Domkirke. Han deltog i det illegale arbejde og trykningen af illegale skrifter under besættelsen.
Han blev dr.theol. i 1944 på afhandlingen "Spiritus Creator" om Luthers teologi og var fra 1945 professor i dogmatik ved Det Teologiske Fakultet ved Aarhus Universitet. I 1972 tog Prenter sin afsked fra Aarhus Universitet for at arbejde som sognepræst i Branderup i Sønderjylland.
Teologisk var Regin Prenter påvirket af Karl Barth, den anglikanske kirke med teologer som F.D. Maurice, den svenske lutherske højkirkelighed og den "Lundensiske skole" med fx Anders Nygren og Ragnar Bring. Han var med til at oprette Theologisk Oratorium, som var et fællesskab af teologiske studenter, der ville forene studier og fromhed, det sidste bl.a. gennem en liturgisk praksis, der omfattede fælles tidebønner på gregorianske melodier.
Han er en af de fire Århusteologer, som har haft en stor indflydelse på teologi og kirkeliv i Danmark.

## Værker i udvalg
- Spiritus Creator, Aarhus 1944.
- Skabelse og Genløsning, København 1951-1953.
- Ordet og ånden : Reformatorisk kristendom, Afhandlinger og artikler, 1952.
- Kirkens Tro, Lohse, 1964.
- Kirkens Embede, Universitetsforlaget i Aarhus, 1965.

## Reference
1. ↑  Kilde: Aarhus Universitet
2. ↑  Den ”ukendte” verdensberømte teolog